# Geheimer Polizeiverein
Als Geheimer Polizeiverein (auch Polizeikartell oder Siebenerverein) bezeichnet man die Zusammenarbeit der größeren deutschen Staaten ab 1851 in der Reaktionsära. Ziel war es, Bestrebungen zu unterdrücken, die sich unter anderem für Presse- und Vereinsfreiheit einsetzten. Vor allem sollte die Bildung von politischen Parteien verhindert werden.
Österreich und Preußen hatten zunächst versucht, eine Bundeszentralpolizei zu gründen. Mit dieser Polizei sollten oppositionelle Gruppen im Deutschen Bund effektiver verfolgt werden. Wegen des Widerstandes der mittelgroßen Staaten musste das Projekt aufgegeben werden. An die Stelle der Bundeszentralpolizei kam daher der Geheime Polizeiverein der sieben größten Staaten mit geheimen Polizeikonferenzen. Die Zusammenarbeit funktionierte bis zum Ende des Deutschen Bundes 1866.

## Plan einer Bundeszentralpolizei

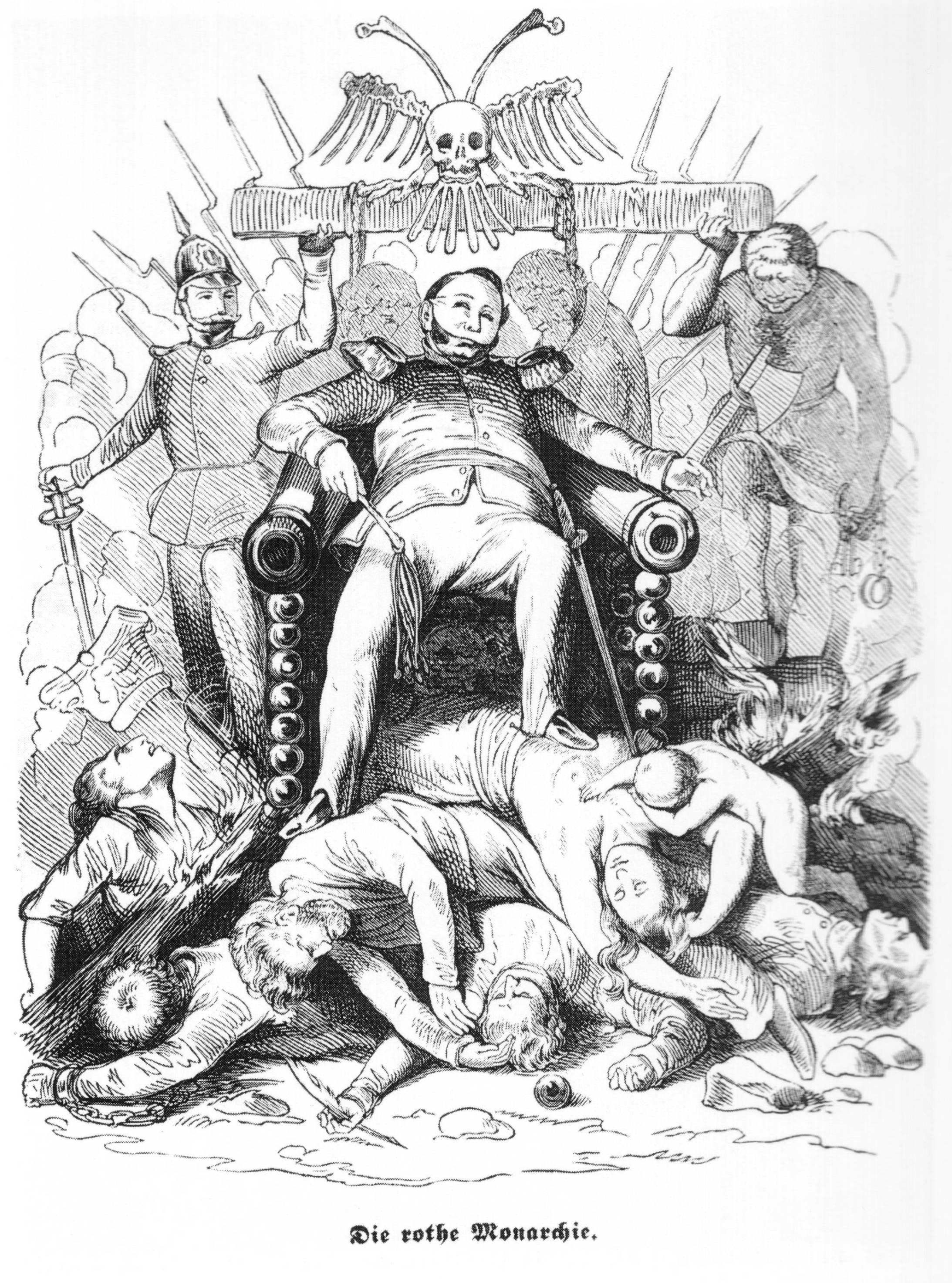
Karikatur zur Niederschlagung der Revolution, mit Friedrich Wilhelm IV. von Preußen

Seit dem Bundesreaktionsbeschluss vom 23. August 1851 sah der wiederhergestellte Bundestag sich als oberste Behörde, um die Verfassungszustände in den Einzelstaaten zu kontrollieren. Als revolutionär und gefährlich galten Bestrebungen, die unter anderem für Pressefreiheit und das Vereinsrecht (für politische Parteien) eintraten. Seit Oktober 1851 gab es einen Reaktionsausschuss, dem die Verfassungen und weitere Gesetze der Einzelstaaten zur Prüfung vorgelegt werden mussten. Die Maßnahmen, teilweise auch militärischer Art, richteten sich vor allem gegen die kleineren und mittleren Staaten.
Am 11. Oktober 1851 beantragten Österreich und Preußen sogar eine Bundeszentralpolizei. Laut ihrem geheimen Entwurf sollte diese Polizei ihren Sitz in Leipzig haben und die Organisation der Landespolizeien prüfen. Mängel seien dem Bundestag zu berichten. Die Polizei sollte Polizeidaten sammeln, kombinieren und dann nach revolutionären Erscheinungen fahnden. Die Kosten hatte der Bund zu tragen. Laut Artikel 4 aber sollte die Bundeszentralpolizei auch das Recht haben, die zentralen Landesbehörden zu umgehen und sich direkt an die unteren Landesbehörden zu wenden. Die Kommissare der Bundeszentralpolizei „sollten Nachforschungen an Ort und Stelle vornehmen und notfalls 'selbstständig einschreiten' dürfen“, so der Historiker Wolfram Siemann.
An dieser weitreichenden Bestimmung scheiterte das Projekt. Beispielsweise warnte der bayerische Ministerpräsident Ludwig von der Pfordten seinen König, dass hierdurch die Staaten mediatisiert, also in ihrer Souveränität beschränkt worden wären. Die Bundeszentralpolizei hätte dann ohne Wissen der bayerischen Regierung in Nürnberg oder Würzburg Menschen verhaften, Wohnungen durchsuchen dürfen usw. In geheimen Gesprächen mit Sachsen, Hannover, Württemberg, Baden und beiden Hessen brachte von der Pfordten das Projekt zu Fall. Österreich und Preußen verzichteten auf die Durchsetzung. Als Ersatz diente ihnen der Geheime Polizeiverein, eine Zusammenarbeit der Landespolizeien.

## Organisation und Tätigkeit

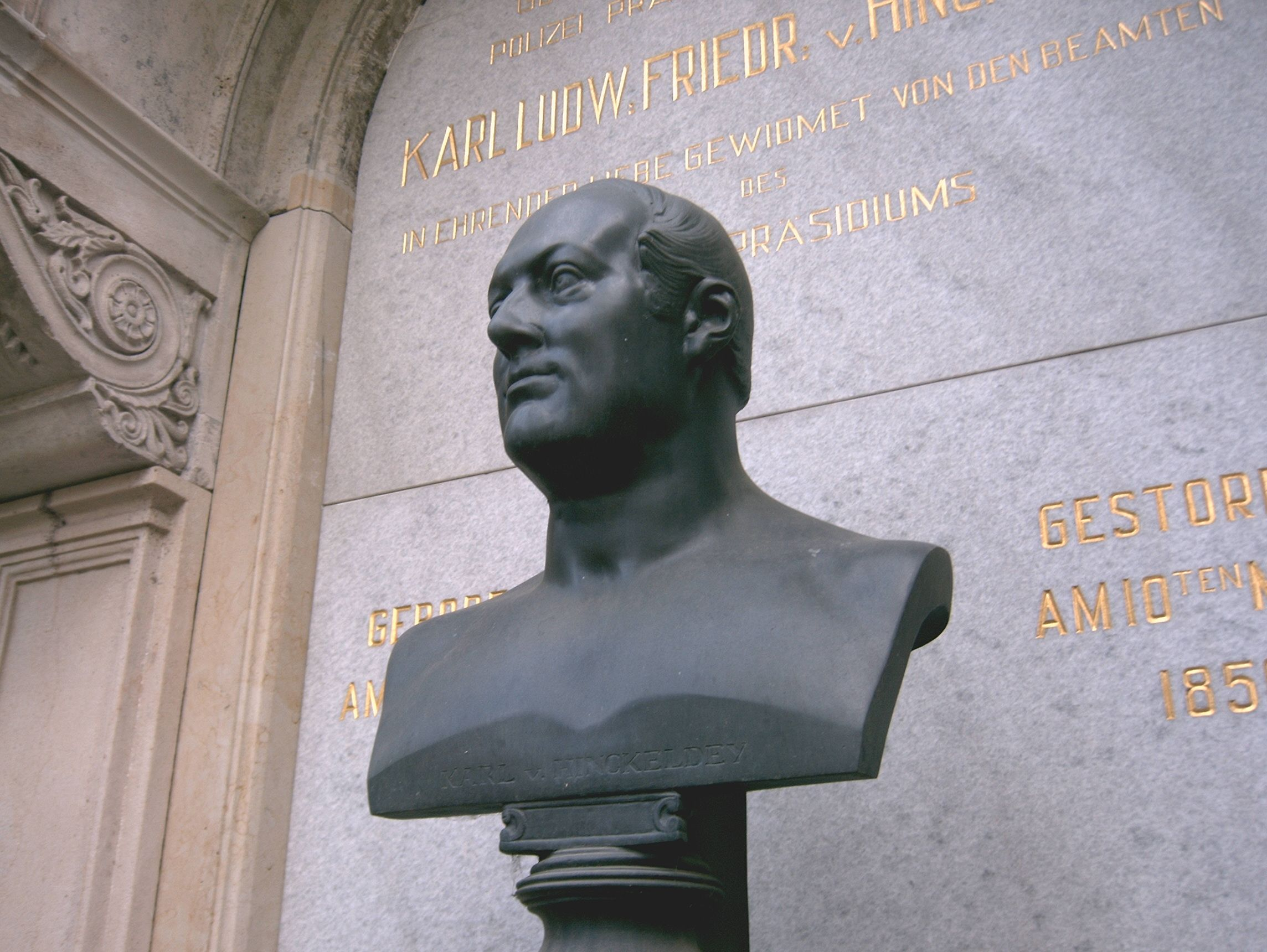
Grabbüste Hinckeldeys in Berlin

Treibende Kraft der Zusammenarbeit war Karl Ludwig Friedrich von Hinckeldey, der Berliner Polizeipräsident. In Preußen hatte er die Politische Polizei zu einem Kampfinstrument gegen alle für staatsfeindlich oder staatsgefährdend gehaltenen Bestrebungen ausgebaut. Seine zusätzliche Stellung als Generalpolizeidirektor im Innenministerium kam einem Polizeiministerium gleich. Dem König durfte er direkt vortragen, was ihn weitgehend unabhängig auch vom Innenminister machte. Vor allem verfolgte er Demokraten, aber auch Ultrakonservative.
Schon am 8. April 1851 hatte es in Dresden eine geheime Polizeikonferenz gegeben, auf der Österreich, Preußen, Sachsen und Hannover vertreten waren. Nach Verhandlungen traten dann Bayern, Württemberg und Baden diesem geheimen Polizeiverein (oder Siebenerverein) bei. Der Geheime Polizeiverein hatte keine formale Rechtsgrundlage. Zwischen den beteiligten Regierungen gab es keinen offenen Vertrag, die Organisation der Landespolizeien wurde nicht erkennbar abgeändert. Dennoch entwickelte der Verein eine eigene Struktur mit einer großen Menge an Akten, „das ist die geronnene Geschäftstätigkeit des Polizeivereins“. Polizeikonferenzen wurden in den Residenzstädten der sieben Staaten im turnusmäßigen Wechsel abgehalten, jährlich oder häufiger, bis 1866. In fünfzehn Jahren gab es 20 Tagungen.
Auf diesen Tagungen wurden Nachrichten ausgetauscht, auf denen die Polizei-Maßnahmen der Staaten beruhten: Ausweisung politisch Verdächtiger, Bücherverbote, Vereinsauflösungen, die Unterbindung von Propaganda, die aus dem Exil nach Deutschland geschmuggelt wurde. Hinzu kamen Wochenberichte: Jeder Staat hatte einen Polizeikommissar, der für seinen Staat die relevanten Nachrichten zentral sammelte und weiterleitete. Die Akten des Siebenervereins haben auch viel Material bewahrt: beschlagnahmte Briefe, Druckschriften, Bücher, Broschüren, Tagebuchnotizen, Namenslisten von Flüchtlingen usw.
Um an Informationen über die Exilanten zu gelangen, werteten die Behörden selbst kleine Exilblätter aus und setzten Spitzel ein, die auch Briefe und andere Unterlagen stahlen. Überwacht wurden ebenso die Angehörigen der Betroffenen, vor allem die Ehefrauen, die in der Regel in Deutschland bleiben durften. Sie erscheinen, so Christian Jansen, “in den Überwachungsakten als Schlüsselfiguren polizeilicher Verschwörungstheorien.” Eveline Löwe beispielsweise, die Frau des letzten Präsidenten des Rumpfparlaments Wilhelm Loewe, musste mehrfach Hausdurchsuchungen erleben und wurde schließlich aus ihrer Heimatstadt Minden ausgewiesen. Die Überwachung von Angehörigen und Freunden stigmatisierte zahlreiche Bürger, die selbst politisch gar nicht aktiv geworden sind.
Der Polizeiverein beobachtete die verschiedensten Gruppen: Liberale Erbkaiserliche, Ultramontane, Deutschkatholiken, Freimaurer, die ehemaligen Arbeitervereine, Turnvereine, Schauspielergesellschaften, Gesangvereine, auch den Volkswirtschaftlichen Kongress in Gotha 1858 und den Deutschen Nationalverein von 1859. Allen konnte unterstellt werden, zu Recht oder zu Unrecht, politisch wirksam werden zu wollen. Gewöhnliche Kriminalität hingegen war von den Wochenberichten ausgeschlossen, man hätte sie gar nicht bewältigen können. Es handelte sich also um eine Politische Polizei.
In den Akten, eine wertvolle Fundgrube für Parteienhistoriker, findet sich beispielsweise folgendes Lied, das als politische Propaganda beschlagnahmt wurde:
„Auf! für das Vaterland zu sterben,
Auf wer den Schwur der Freiheit schwor,
Die Herrschsucht hebt uns zu verderben
Ihr blutiges Panier empor. [...]“
Die Melodie dazu war die Marseillaise, also das Lied der Französischen Revolution. Siemann: „Was heute wie hohles, papiernes, gleichwohl grausiges Pathos anmuten mag, wirkte damals als bedrohliche Realität, waren doch Attentate auf die Fürsten vorgekommen.“ Entsprechend beeinflusste das Material die Realitätswahrnehmung der Polizeien.

## Abschwächung und Ende 1866
Zwischen den Parteien oder politischen Vereinen von 1848 und der Parteienbildung in den 1860er-Jahren gibt es keine organisatorische Brücke. Der Siebenerverein hatte das deutsche Parteiwesen effektiv unterdrückt. Die Zeitgenossen spürten die Wirkungen des Polizeisystems, kannten es aber nicht.
Schließlich aber begannen einzelne Staaten damit, politische Vereine zu dulden, weil sie sie für eigene Zwecke nutzen wollten. So tolerierte Preußen die Ausdehnung des Deutschen Nationalvereins. 1866 endete die Tätigkeit des Siebenervereins endgültig durch den Deutschen Krieg, als sich die Rivalität zwischen Österreich und Preußen zuspitzte.

## Belege
1. ↑  Wolfram Siemann: 1848/49 in Deutschland und Europa. Ereignis, Bewältigung, Erinnerung. Schöningh, Paderborn u. a. 2006, S. 220/221.
2. ↑  Wolfram Siemann: 1848/49 in Deutschland und Europa. Ereignis, Bewältigung, Erinnerung. Schöningh, Paderborn u. a. 2006, S. 222/223.
3. ↑  Ernst Rudolf Huber: Deutsche Verfassungsgeschichte seit 1789. Band III: Bismarck und das Reich. 3. Auflage. W. Kohlhammer, Stuttgart u. a. 1988, S. 169/170.
4. ↑  Wolfram Siemann: 1848/49 in Deutschland und Europa. Ereignis, Bewältigung, Erinnerung. Schöningh, Paderborn u. a. 2006, S. 223/224.
5. ↑  Wolfram Siemann: 1848/49 in Deutschland und Europa. Ereignis, Bewältigung, Erinnerung. Schöningh, Paderborn u. a. 2006, S. 225/226.
6. ↑  Christian Jansen: Einheit, Macht und Freiheit. Die Paulskirchenlinke und die deutsche Politik in der nachrevolutionären Epoche 1849–1867. Droste, Düsseldorf 2000, S. 70/71.
7. ↑  Wolfram Siemann: 1848/49 in Deutschland und Europa. Ereignis, Bewältigung, Erinnerung. Schöningh, Paderborn u. a. 2006, S. 228/229.
8. ↑  Wolfram Siemann: 1848/49 in Deutschland und Europa. Ereignis, Bewältigung, Erinnerung. Schöningh, Paderborn u. a. 2006, S. 230/231.
9. ↑  Wolfram Siemann: 1848/49 in Deutschland und Europa. Ereignis, Bewältigung, Erinnerung. Schöningh, Paderborn u. a. 2006, S. 229, S. 231/232.